# Господин Погрешни
Господин Погрешни (тур. Bay Yanlış) турска је телевизијска серија, снимана 2020. године.
У Србији је емитовала Прва српска телевизија од 24. јула до 15. септембра 2023. године.

## Радња
Озгур (Џан Јаман) је изузетно богат власник ресторана и живи свој живот пуним плућима. Он не верује у љубав за цео живот. С друге стране ту је Езги (Озге Гурел) уморна од погрешних веза и одлучна да пронађе „Господина Правог” са којим ће проживети у срећи и љубави цео век.
Али, Езги има утисак да је мушкарци само искоришћавају, зато јој Озгур нуди своју помоћ како би остварила свој сан. Он је учи разним тактикама, како би освојила мушкарца који јој се допада — Сердара. Како то већ бива — не иде све по њиховом плану, већ по плану судбине која им је записана.

## Улоге
| Глумац            | Улога         |
| ----------------- | ------------- |
| Џан Јаман         | Озгур Атасој  |
| Озге Гурел        | Езги Инал     |
| Гурген Оз         | Левент Јазман |
| Фатма Топаш       | Џансу Акман   |
| Суат Сунгур       | Унал Јилмаз   |
| Лале Башар        | Севим Атасој  |
| Дениз Озерман     | Фитнат Атасој |
| Џемре Гумели      | Дениз Копаран |
| Серкај Тутунџу    | Озан Динчер   |
| Сарп Џан Короглу  | Сердар Озтурк |
| Тајгун Сунгар     | Сонер Сечкин  |
| Фери Бајџу Гулер  | Невин Јилмаз  |
| Еџе Иртем         | Изам Сезер    |
| Анил Челик        | Емре Ерен     |
| Кимја Гокче Ајтач | Ирем Доган    |
| Ада Арџа          | Зејнеп Јазман |

## Епизоде
| Сезона | Сезона | Епизоде | Епизоде | Емитовање у Турској | Емитовање у Турској | Емитовање у Турској | Емитовање у Србији | Емитовање у Србији  | Емитовање у Србији |
| Сезона | Сезона | Турска  | Србија  | Премијера           | Финале              | Мрежа               | Премијера          | Финале              | Мрежа              |
| ------ | ------ | ------- | ------- | ------------------- | ------------------- | ------------------- | ------------------ | ------------------- | ------------------ |
|        | 1.     | 14      | 43      | 26. јун 2020.       | 2. октобар 2020.    |                     | 24. јул 2023.      | 15. септембар 2023. |                    |